# Edward Anyamke
Edward Anyamke, właśc. Edward Tyover Anyamke (ur. 10 października 1978) – nigeryjski piłkarz grający na pozycji napastnika, a wcześniej pomocnika.

## Kariera piłkarska

### Kariera klubowa
Piłkarską karierę rozpoczął w 1996 w klubie BCC Lions FC. W 1999 bronił barw klubu Julius Berger FC. Potem wyjechał za granicę, gdzie został piłkarzem klubu Sheriff Tyraspol. Po dwóch sezonach przeszedł do ukraińskiego klubu Karpaty Lwów. Po zakończeniu kontraktu próbował swoich sił w szwedzkim Landskrona BoIS, ale nie potrafił przebić się do podstawowego składu. W 2005 wyjechał do Finlandii, gdzie występował w klubach Kuopion Palloseura, Sepsi-78 i PS Kemi Kings.

### Kariera reprezentacyjna
Zaliczył jeden występ w reprezentacji Nigerii. Wcześniej występował w juniorskiej i młodzieżowej reprezentacjach.

### Sukcesy
- mistrz Mołdawii: 2000/2001